# Soeda (Fukuoka)
Soeda (jap. 添田町, -machi) ist eine Gemeinde im Landkreis  Tagawa in der Präfektur Fukuoka, Japan.
Die Gemeinde hatte am 1. Oktober 2016 9.802 Einwohner. Die Fläche beträgt 132,10 km², die Einwohnerdichte etwa 74 Personen pro km².

## Angrenzende Städte und Gemeinden
- Kama
- Kawasaki
- Miyako
- Ōtō
- Tōhō
- Nakatsu
- Hita